# Autobahnring Xi’an
Der Autobahnring von Xi’an (chinesisch 西安绕城高速公路, Pinyin Xī'ān ràochéng gāosù gōnglù, englisch Xi’an Ring Expressway), chin. Abk. G3001, ist ein lokaler Autobahnring rund um die Metropole Xi’an in der Mitte der Volksrepublik China. Er weist eine Länge von 80 km auf. Auf Teilen des Autobahnrings verlaufen die überregionalen Autobahnen G5, G30, G65 und G70.